# Sœurs vincentiennes de Marie Immaculée
Les Sœurs vincentiennes de Marie Immaculée sont une congrégation religieuse féminine hospitalière et enseignante de droit pontifical.

## Historique
À partir de 1858, le père Frédéric Albert (1820 - 1876) ouvre à Lanzo Torinese un orphelinat, une école maternelle et une école pour filles et confie la direction de son œuvre aux Sœurs de la charité de sainte Jeanne-Antide Thouret  mais les religieuses abandonnent la gestion. Le père Albert obtient l'accord de l'archevêque de Turin de fonder une nouvelle congrégation pour la direction de ses œuvres.
Le 14 octobre 1869, les candidates prennent l'habit religieux à Lanzo et se placent sous la protection de saint Vincent de Paul et de la Vierge Immaculée. Mgr Lorenzo Gastaldi approuve leurs constitutions en 1881, elles sont de nouveau approuvées le 3 mai 1927 après une révision par le cardinal Giuseppe Gamba. L'institut reçoit le décret de louange le 15 juin 1957.

## Activités et diffusion
Les Sœurs se dédient ainsi aux activités paroissiales, à l'enseignement, aux soins des malades, des personnes âgées, des orphelins, des personnes handicapées. Elles ont également à cœur la promotion des femmes, dans les villages notamment. Pour ce faire, elles ont à leur actif des foyers d'accueil de jeunes filles. Par ailleurs, elles s'occupent de la confession des ornements liturgiques. 
Elles sont présentes en Italie, et au Bénin. 
Leur maison généralice est à Lanzo Torinese.
En 2017, la congrégation comptait 35 sœurs dans 7 maisons. 